# Wiltz (rzeka)
Wiltz – rzeka w Belgii i Luksemburgu o długości 42 km. Rozpoczyna bieg w belgijskim mieście Bastogne. Przepływa m.in. przez Wiltz, Merkholtz, Kautenbach. Uchodzi do Sûre w pobliżu Goebelsmuehle.